# Mutlanger Heide
Die Mutlanger Heide ist ein Gelände im Gebiet der Gemeinde Mutlangen im östlichen Baden-Württemberg. Aufgrund des NATO-Doppelbeschlusses waren auf dem Gelände von 1983 bis 1990 Mittelstreckenraketen vom Typ MGM-31 Pershing der United States Army stationiert. Die Kernwaffen-Träger gehörten zur 56th Field Artillery Brigade (ab 1986 bis 1991 als 56th Field Artillery Command bezeichnet).

## Geschichte

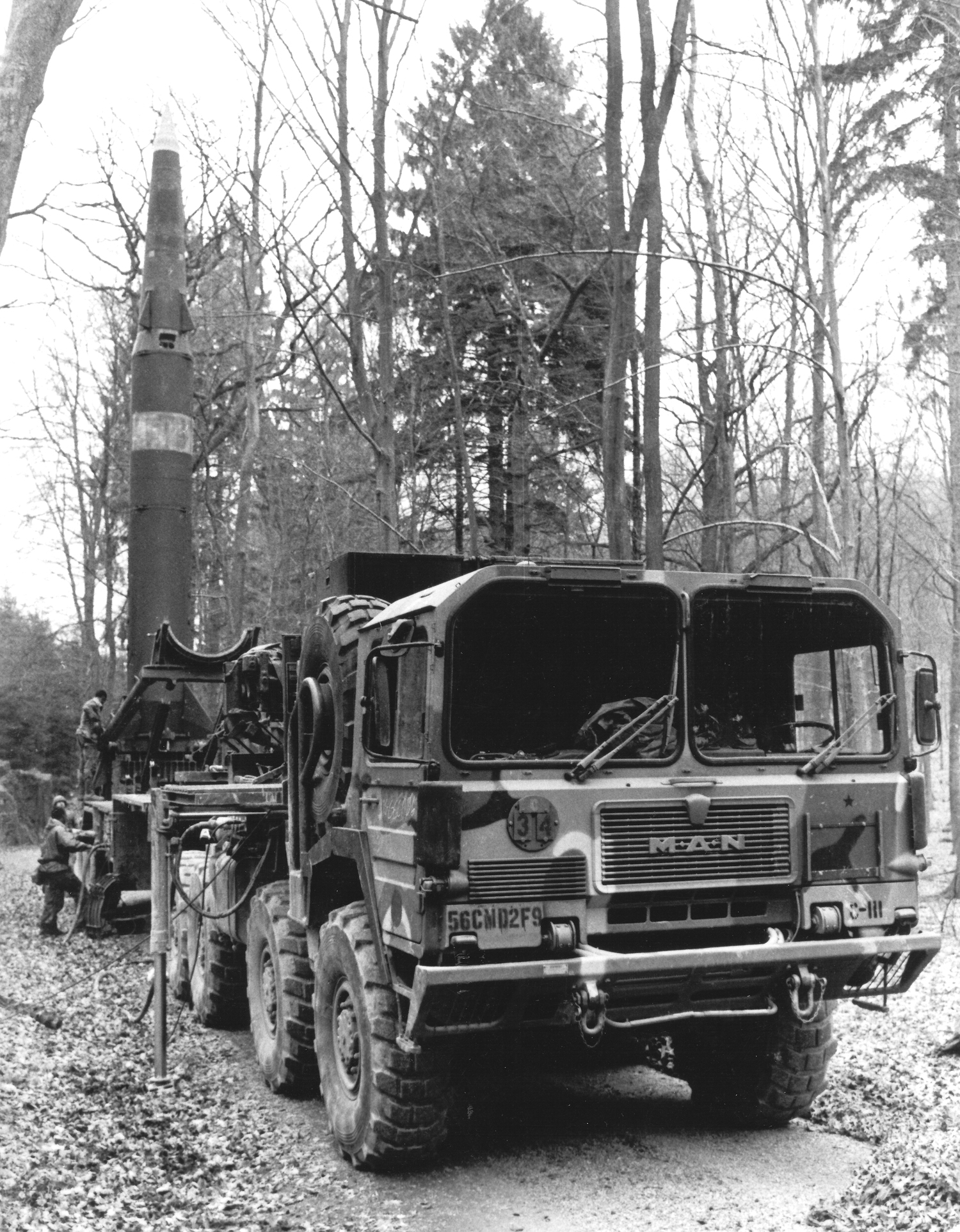
Pershing-II-Rakete und mobile Startlafette der 56th Field Artillery Brigade

Die Mutlanger Heide wurde schon in der Römerzeit militärisch genutzt. Ab etwa 150 nach Christus verlief der Limes über die Mutlanger Heide. Im 15. Jahrhundert in der Zeit der Bauernkriege war die Heide ein Aufmarschgebiet von Bauern, die die Klöster Gotteszell und Lorch überfallen wollten. Im 19. Jahrhundert exerzierte die württembergische Garnison auf der Mutlanger Heide, später folgten Reichswehr und Wehrmacht.

## Atomwaffenstützpunkt
Nach dem Zweiten Weltkrieg wurde das Gelände zum Stützpunkt der US Army. Als die Sowjetunion ab Ende der 1970er Jahre neu entwickelte nukleare Mittelstreckenraketen vom Typ SS-20 stationierte, begann im Westen eine heftige Diskussion darüber, ob damit eine Überlegenheit der Sowjets in Europa herbeigeführt werde. Die Nuklearstrategie vom „Gleichgewicht des Schreckens“ führte dazu, dass die NATO im Rahmen des Doppelbeschlusses ebenfalls in dieser Kategorie von Atomwaffen aufrüstete – die sogenannte „Nachrüstung“ des westlichen Bündnisses, verbunden mit einem Verhandlungsangebot an die Sowjetunion. Nur für die Bundesrepublik war eine Stationierung von Mittelstreckenraketen des Typs Pershing II vorgesehen, daneben in weiteren europäischen NATO-Staaten die von BGM-109G Gryphon-Marschflugkörpern.

### Proteste
Als die Stationierungsabsichten der NATO bekannt wurden, löste dies heftige Proteste der Friedensbewegung aus. Die Nachrüstungsgegner protestierten deutschlandweit und bildeten so genannte „Friedensketten“. In Mutlangen blockierten Demonstranten immer wieder die Zufahrt zum US-Camp.
Im Sommer nahmen an den Demonstrationen auch Prominente teil, wie der SPD-Politiker Oskar Lafontaine, der Schriftsteller Heinrich Böll, der Tübinger Rhetorikprofessor Walter Jens und Petra Kelly von den Grünen. „Unser Mut wird langen – nicht nur in Mutlangen“, skandierten die Demonstranten damals vor den Toren des Stützpunktes.
Die Pressehütte, ursprünglich eine Scheune, in der Vögel gehalten wurden, wurde 1983 von der Friedensbewegung als Anlaufstelle für Journalisten genutzt, die über die Prominentenblockade berichten wollten.
Mit dem Stationierungsbeginn der nuklearen Mittelstreckenraketen im November 1983 wurde sie Unterkunft für die Mitglieder der „Dauerpräsenz“. Aus der Pressehütte wurde der Militärverkehr zur Mutlanger Heide beobachtet und sie war Anlaufstelle für die nach Mutlangen angereisten Blockierer.
Am 22. November 1983 gab der Bundestag mit dem neu gewählten Bundeskanzler Helmut Kohl (CDU) nach einer turbulenten Sitzung grünes Licht für die Stationierung der Raketen an drei Standorten auf dem Staatsgebiet der Bundesrepublik Deutschland: in Mutlangen, auf der Waldheide in Heilbronn sowie in der Lehmgrube im Raum Neu-Ulm. Trotz dieser Enttäuschung gingen die Demonstrationen weiter; auch während des ausgesprochen kalten Winters 1983/84 saßen die Atomwaffengegner frierend und dicht aneinander gedrängt vor dem Tor der Basis auf der Mutlanger Heide.
1984 wurde die Pressehütte vom Verein Friedens- und Begegnungsstätte Mutlangen e. V. von den bisherigen Eigentümern, einem Mutlanger Ehepaar, erworben.
Die zahlreichen Proteste und zeitweise in die Hunderte gehenden Demonstranten wurden aber in dem kleinen schwäbischen Ort nicht nur freudig empfangen. Zwar waren auch viele Bewohner besorgt über die von den Nuklearwaffen ausgehende Gefahr, doch wurde die plötzlich über den Ort hereinbrechende Medienpräsenz von vielen Mutlangern als Störung der heimatlichen Idylle empfunden.

## Auflösung der Militärbasis und heute
1990 schließlich wurden die Pershing II-Raketen, gemäß dem INF-Vertrag zwischen den USA und der Sowjetunion von 1987, aus Mutlangen abgezogen und verschrottet. Die US-Basis wurde aufgelöst und das Gelände an die Gemeinde Mutlangen zurückgegeben.
Diese entschied sich, das Gelände zu einem Wohngebiet umzuwidmen. Die Militäranlagen wurden größtenteils geschleift. Neben Teilen der alten Start-/Landebahn stehen nur noch zwei Depot-Bunker. Sie werden mittlerweile von der Gemeinde als Lager für Streusalz und Altpapier genutzt.

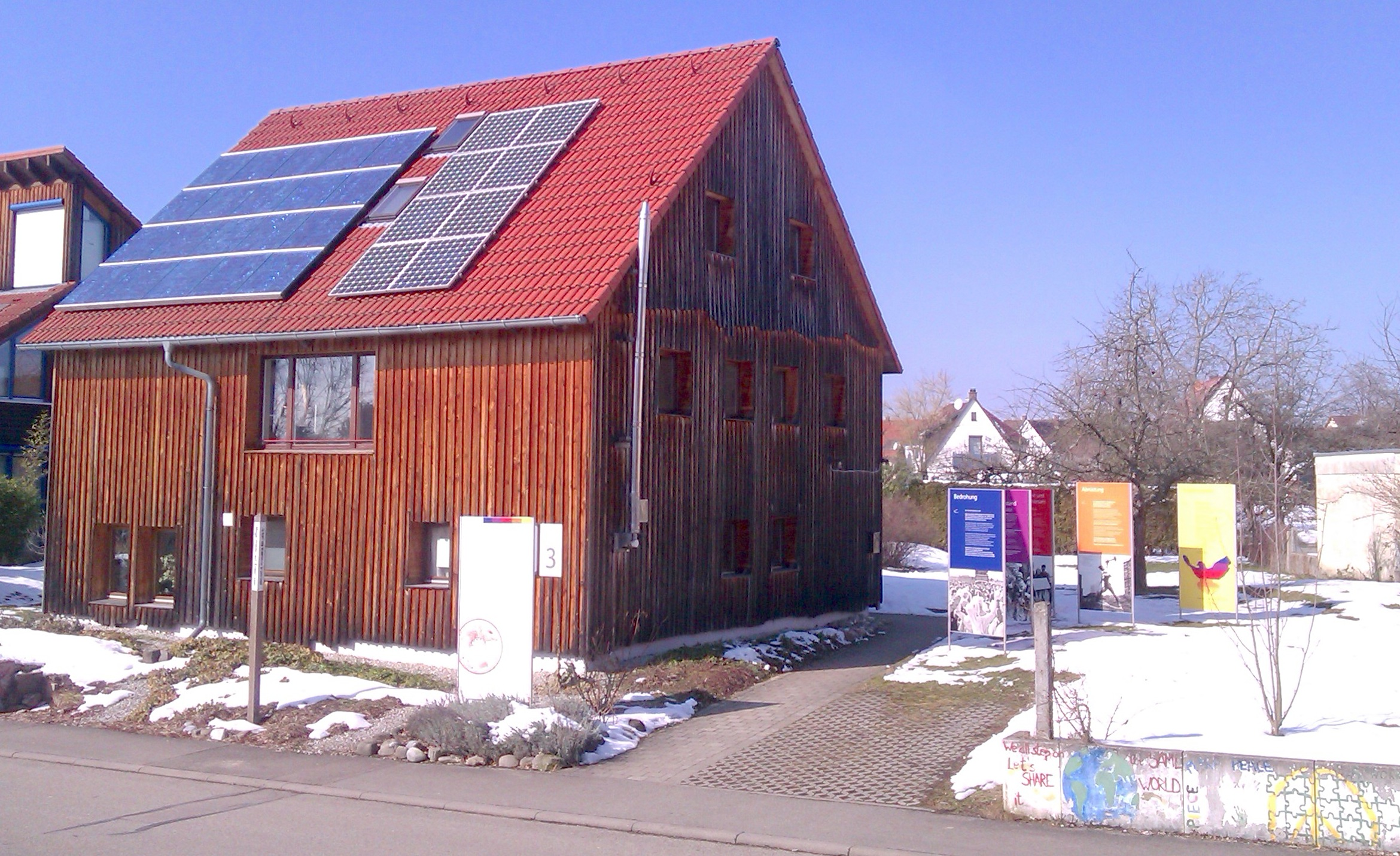
Pressehütte, 2013

Die Pressehütte wird seit dem Abzug der Pershing-II-Raketen 1991 als Tagungshaus für friedenspolitische Themen benutzt.
Ehemalige Aktivisten aus dem Verein Friedens- und Begegnungsstätte Mutlangen, der Kampagne Ziviler Ungehorsam bis zur Abrüstung, der Rechtshilfe Mutlangen und der Dauerpräsenz in der Pressehütte Mutlangen  haben 2004/2005 wichtiges Schriftgut, Rundbriefe,  Broschüren,  Prozessakten,  Fotos, Filme usw. als zeitgeschichtliche Quellen für ihre Erlebnisse, Erfahrungen und Erfolge des Widerstands in Mutlangen zu einem Gemeinsamen Mutlangen Archiv zusammengefasst und an das Archiv aktiv für gewaltfreie Bewegungen in Hamburg gegeben.

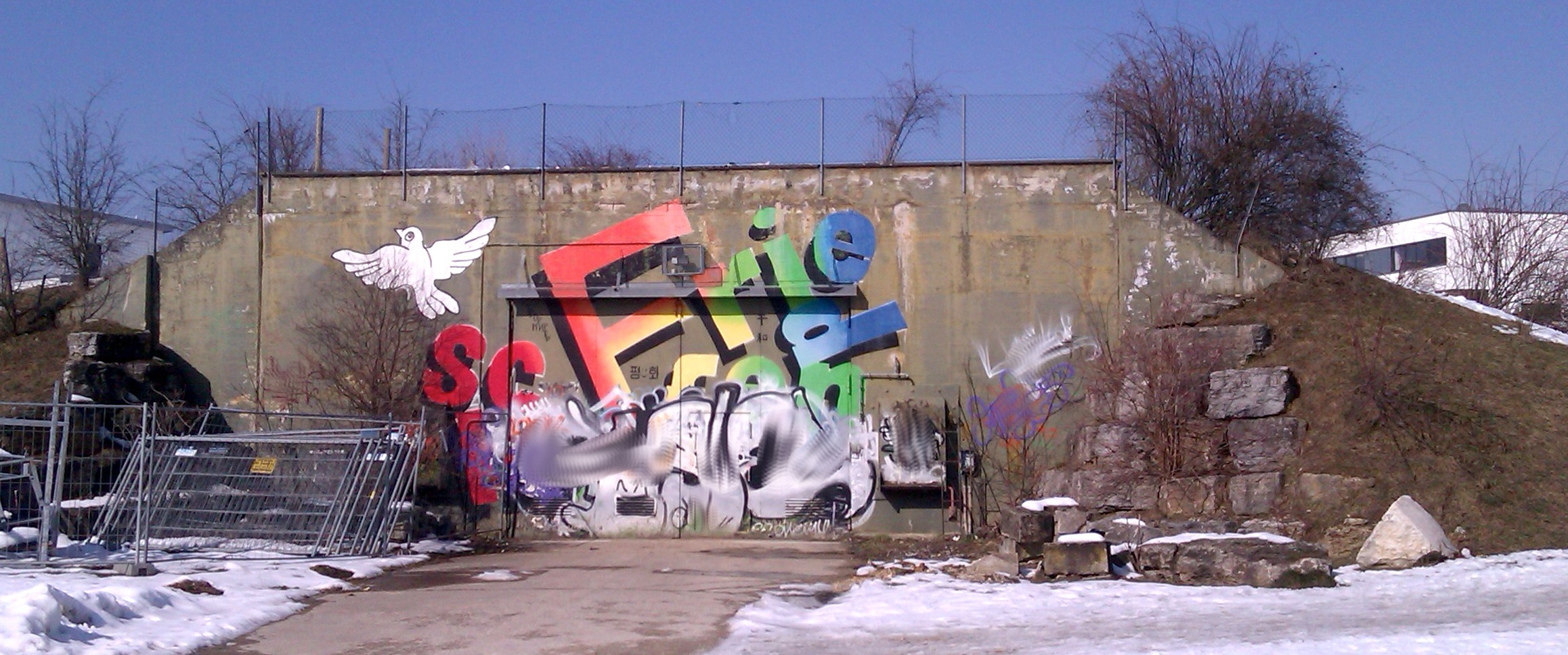
Bunker, 2013

Die Mutlanger Heide ist auf Mutlanger Gemarkung heute ein neu bebautes Wohngebiet. Auf der Schwäbisch Gmünder Gemarkung wurde auf der Mutlanger Heide ein Solarpark der Schwäbisch Gmünder Stadtwerke errichtet. An die wechselhafte Geschichte des Geländes erinnert, außer den Bunkeranlagen, ein Ende 2007 neu eingerichteter Geschichtspfad.